# Biosphärenreservat Mount Arrowsmith
Das Biosphärenreservat Mount Arrowsmith (englisch Mount Arrowsmith Biosphere Reserve, französisch Réserve de biosphère du Mont Arrowsmith) ist ein im Jahr 2000 von der UNESCO, nach dem Programm Der Mensch und die Biosphäre (englisch Man and the Biosphere Programme (MAB)), anerkanntes Biosphärenreservat. Es liegt im Südwesten der kanadischen Provinz British Columbia, auf Vancouver Island.
Das Biosphärenreservat Mount Arrowsmith ist eines von derzeit 19 Biosphärenreservaten in Kanada und neben dem Biosphärenreservat Clayoquot Sound sowie dem Biosphärenreservat Átl'ka7tsem/Howe Sound eins von drei dieser Schutzgebiete in der Provinz.
Das Biosphärenreservat dient dem Schutz der hier vorkommenden Wälder. Der hier ursprünglich als Primärwald (englisch old-growth forest) vorkommende gemäßigte Regenwald des Pazifischen Nordwestens wurde Ende des 19. Jahrhunderts, Anfang des 20. Jahrhunderts weitgehend gefällt. Heute wächst hier überwiegend Sekundärwald aus Douglasien. Zum Biosphärenreservat gehören unter anderem auch mehrere der Provincial Parks in British Columbia, wie der MacMillan Provincial Park oder der Englishman River Falls Provincial Park.